# Шорохи
Шорохи (груз. შოროხი; авар. Хъаладухъ; до 2012 года — Сарусо) — село в Грузии. Находится в восточной Грузии, в Кварельском муниципалитете края Кахетия. По результатам переписи 2014 года в селе проживало 350 человек.

## География
Расположено на левом берегу реки Шарохеви, на высоте 490 метров над уровнем моря. Шорохи от города Кварели располагается в 19 километрах.

## Население
Основное население села составляют аварцы (гунзибцы).
В селе на семью приходится 10-14 соток, имеются проблемы с водой.
Проявляются высокие показатели по сезонной трудовой миграции на стройки в города России.